# 22e division de réserve (Empire allemand)
Pour les articles homonymes, voir 22e division.
La 22e division de réserve est une unité de l'armée allemande qui participe à la Première Guerre mondiale.

## Première Guerre mondiale

### Composition

#### Composition à la mobilisation - 1915
- 43e brigade d'infanterie de réserve

71e régiment d'infanterie de réserve
94e régiment d'infanterie de réserve
- 44e brigade d'infanterie de réserve

32e régiment d'infanterie de réserve
82e régiment d'infanterie de réserve
- 22e régiment d'artillerie de campagne de réserve (6 batteries)
- 11e bataillon de jäger de réserve
- 3 escadrons du 1er régiment de chasseurs à cheval de réserve
- 1re et 2e compagnies de réserve du 4e bataillon de pionniers

#### 1916
- 43e brigade d'infanterie de réserve

71e régiment d'infanterie de réserve
82e régiment d'infanterie de réserve
94e régiment d'infanterie de réserve
- 22e régiment d'artillerie de campagne de réserve (9 batteries)
- 11e bataillon de jäger de réserve
- 3 escadrons du 1er régiment de chasseurs à cheval de réserve
- 1re et 2e compagnies de réserve du 4e bataillon de pionniers

#### 1917
- 43e brigade d'infanterie de réserve

71e régiment d'infanterie de réserve
82e régiment d'infanterie de réserve
94e régiment d'infanterie de réserve
- 96e commandement d'artillerie divisionnaire

22e régiment d'artillerie de campagne de réserve (9 batteries)
- 3 escadrons du 1er régiment de chasseurs à cheval de réserve
- 2 escadrons du 1re régiment de cavalerie lourde de réserve
- 322e bataillon de pionniers

#### 1918
- 43e brigade d'infanterie de réserve

71e régiment d'infanterie de réserve
82e régiment d'infanterie de réserve
94e régiment d'infanterie de réserve
- 96e commandement d'artillerie divisionnaire

22e régiment d'artillerie de campagne de réserve (9 batteries)
1er bataillon du 2e régiment d'artillerie à pied royal bavarois (état-major, 1re, 2e et 3e batteries)
- 1 escadron du 2e régiment d'uhlans
- 322e bataillon de pionniers

### Historique
Au déclenchement de la Première Guerre mondiale, la 22e division de réserve forme avec la 7e division de réserve le 4e corps de réserve rattaché à la Ire armée allemande.

## Chefs de corps
| Grade                                  | Nom                   | Date                              |
| -------------------------------------- | --------------------- | --------------------------------- |
| Generalleutnant                        | Otto Riemann          | 2 août 1914 - 24 juillet 1916     |
| Generalmajor                           | Karl von Riedl (de)   | 25 juillet - 19 décembre 1916     |
| Generalleutnant                        | Eberhard von Hofacker | 20 décembre 1916 - 5 janvier 1917 |
| Generalleutnant/General der Artillerie | Theodor Schubert (de) | 6 janvier 1917 - 8 octobre 1918   |
| Generalmajor                           | Franz Sydow           | 9 octobre 1918 - 18 janvier 1919  |